# Ceraeochrysa sanchezi
Ceraeochrysa sanchezi är en insektsart som först beskrevs av Luisa Eugenia Navas 1924.  Ceraeochrysa sanchezi ingår i släktet Ceraeochrysa och familjen guldögonsländor. Inga underarter finns listade i Catalogue of Life.